# Silverthrone Glacier
Silverthrone Glacier är en glaciär i Kanada.   Den ligger i provinsen British Columbia, i den sydvästra delen av landet, 3 700 km väster om huvudstaden Ottawa. Silverthrone Glacier ligger 1 007 meter över havet.
Terrängen runt Silverthrone Glacier är bergig åt nordost, men åt sydväst är den kuperad. Silverthrone Glacier ligger nere i en dal. Trakten runt Silverthrone Glacier är nära nog obefolkad, med mindre än två invånare per kvadratkilometer.. Det finns inga samhällen i närheten. 
Trakten runt Silverthrone Glacier är permanent täckt av is och snö.